# Silentium!
Série
Komm, süßer Tod
(2000) Bienvenue à Cadavres-les-Bains
(2009)
Pour plus de détails, voir Fiche technique et Distribution.
Silentium! est un film autrichien réalisé par Wolfgang Murnberger, sorti en 2004.

## Synopsis
Lorsque l’on retrouve le corps de Gottlieb Dornhelm, le beau-fils du directeur de l'Opéra, et que la police conclut à un suicide, le Tout-Salzbourg pousse un soupir de soulagement. En publiant récemment un livre où il révélait les sévices qu'il avait subis étant jeune, dans un internat religieux, le suicidé ne s'était pas fait que des amis. Persuadée que la police a mené une enquête de complaisance, la ravissante veuve Konstance Dornhelm engage le détective Simon Brenner pour tenter de découvrir la vérité.
Pour être recueilli au monastère de l’internat, il se déguise en sans-abri et plonge dans le monde vicié du silence religieux. Aidé de son vieil ami Berti devenu coursier pour l’Opéra, il s’infiltre dans les coulisses du festival de Salzbourg. En se mettant à enquêter sur tout ce que la ville de Mozart et de Freud compte de soutanes et de tutus, Brenner soulèvera quelques vérités qui sentent décidément très mauvais.

## Fiche technique
- Titre : Silentium!
- Réalisation : Wolfgang Murnberger
- Scénario : Wolgang Murnberger, Josef Hader et Wolf Haas, d’après son roman Silentium !
- Pays de production :  Autriche
- Format : Couleurs - 1,85:1 - Dolby Digital - 35 mm
- Genre : Film dramatique ; Film policier
- Durée : 116 minutes
- Dates de sortie : 
  - Autriche : 24 septembre 2004
  - France : 17 janvier 2007

## Distribution
- Josef Hader : Simon Brenner
- Simon Schwarz : Berti
- Joachim Król : Le préfet des sports
- Maria Köstlinger : Madame Dornhelm
- Udo Samel : Le président du festival
- Jürgen Tarrach (de) : Le chanteur d’opéra

## Autour du film
- Wolf Haas, auteur du roman qui a inspiré le film, fait une apparition.

## Récompenses et distinctions
- Silentium a reçu le Grand Prix au Festival du film policier de Cognac de 2006.